# Общее землеведение
Общее землеведение (от рус. Земля и ведать) — учебная дисциплина, введение и обобщение наук о Земле (географические, геологические науки, почвоведение и другие).
Основа географического образования, его фундамент в системе физико-географических наук. Первая учебная дисциплина (Введение в физическую географию, общая физическая география), изучаемая на географических специальностях вузов. Основной задачей учебного курса (предметом изучения) является изучение географической оболочки, законов и закономерностей в природе с целью оптимизации окружающей среды.

## Термин
Термин «землеведение» был введён заведующим кафедрой географии Берлинского университета Карлом Риттером в начале XIX века (многотомный труд «Землеведение в отношении к природе и истории человечества»), на русском языке — П. П. Семёновым-Тян-Шанским, который слушал лекции К. Риттера и перевёл его «Землеведение Азии».

## См. Также
- Землеведение (журнал)